# Stanley-Cup-Playoffs 2013
Die Playoffs um den Stanley Cup des Jahres 2013 begannen nach einer durch den Lockout verkürzten Saison am 30. April 2013 und endeten am 24. Juni 2013 mit dem 4:2-Erfolg der Chicago Blackhawks über die Boston Bruins. Die Blackhawks gewannen damit ihren fünften Stanley Cup und stellten mit Patrick Kane den wertvollsten Spieler der Playoffs. Die Bruins konnten ihren Erfolg aus dem Jahr 2011 nicht wiederholen, hatten jedoch in David Krejčí den Topscorer in ihren Reihen.
Bei der Finalpaarung handelte es sich zum ersten Mal seit 1979 wieder um eine Begegnung zwischen Teams der Original Six. Zudem nahmen erstmals seit 1996 wieder alle Vertreter der Original Six an den Playoffs teil, wobei die Toronto Maple Leafs eine Serie von sieben Spielzeiten ohne Playoff-Qualifikation beendeten. Damit endete die zu diesem Zeitpunkt längste Durststrecke aller aktiven Franchises sowie eine der längsten der Ligageschichte.
Eine weitere Besonderheit ereignete sich in den Conference-Finals, in denen die vier verbleibenden Mannschaften gleichbedeutend mit den letzten vier Stanley-Cup-Siegern waren: Im Osten trafen die Pittsburgh Penguins (2009) auf die Boston Bruins (2011), im Westen begegneten sich die Chicago Blackhawks (2010) und die Los Angeles Kings (2012). Diese Konstellation trat zuletzt 1945 auf.

## Modus
Nachdem sich aus jeder Conference die drei Divisionssieger sowie die fünf weiteren punktbesten Teams der Conference qualifiziert haben, starten die im K.-o.-System ausgetragenen Playoffs. Dabei trifft der punktbeste Divisionssieger auf das achte und somit punktschlechteste qualifizierte Team, die Nummer 2 dieser Rangliste auf die Nummer 7 usw. Durch diesen Modus ist es möglich, dass eines oder mehrere qualifizierte Teams mehr Punkte als einer der Divisionssieger erzielt haben. Das gleiche Prinzip wird zur Bestimmung der Begegnungen der zweiten Playoff-Runde genutzt.
Jede Conference spielt in der Folge im Conference-Viertelfinale, Conference-Halbfinale und im Conference-Finale ihren Sieger aus, der dann im Finale um den Stanley Cup antritt. Alle Serien jeder Runde werden im Best-of-Seven-Modus ausgespielt, das heißt, dass ein Team vier Siege zum Erreichen der nächsten Runde benötigt. Das höher gesetzte Team hat dabei in den ersten beiden Spielen Heimrecht, die nächsten beiden das gegnerische Team. Sollte bis dahin kein Sieger aus der Runde hervorgegangen sein, wechselt das Heimrecht von Spiel zu Spiel. So hat die höher gesetzte Mannschaft in den Spielen 1, 2, 5 und 7, also vier der maximal sieben Spiele, einen Heimvorteil. Der Sieger der Eastern Conference wird mit der Prince of Wales Trophy ausgezeichnet und der Sieger der Western Conference mit der Clarence S. Campbell Bowl.
Bei Spielen, die nach der regulären Spielzeit von 60 Minuten unentschieden bleiben, folgt die Overtime, die im Gegensatz zur regulären Saison mit fünf Feldspielern gespielt wird. Zudem endet sie durch das erste Tor (Sudden Death) und nicht, wie in der regulären Saison üblich, mit einem Shootout.

## Qualifizierte Teams
| Atlantic Division - (1) Pittsburgh Penguins - (6) New York Rangers - (8) New York Islanders Northeast Division - (2) Canadiens de Montréal - (4) Boston Bruins - (5) Toronto Maple Leafs - (7) Ottawa Senators Southeast Division - (3) Washington Capitals | Central Division - (1) Chicago Blackhawks - (4) St. Louis Blues - (7) Detroit Red Wings Northwest Division - (3) Vancouver Canucks - (8) Minnesota Wild Pacific Division - (2) Anaheim Ducks - (5) Los Angeles Kings - (6) San Jose Sharks |

## Playoff-Baum
|  | Conference-Viertelfinale                              | Conference-Viertelfinale | Conference-Viertelfinale |                    | Conference-Halbfinale | Conference-Halbfinale | Conference-Halbfinale |               |                    | Conference-Finale | Conference-Finale | Conference-Finale |  |  | Stanley-Cup-Finale | Stanley-Cup-Finale | Stanley-Cup-Finale |
|  |                                                       |                          |                          |                    |                       |                       |                       |               |                    |                   |                   |                   |  |  |                    |                    |                    |
|  | 1                                                     | Pittsburgh Penguins      | 4                        |                    | 1                     | Pittsburgh Penguins   | 4                     |               |                    |                   |                   |                   |  |  |                    |                    |                    |
|  | 8                                                     | New York Islanders       | 2                        | 7                  | Ottawa Senators       | 1                     |                       |               |                    |                   |                   |                   |  |  |                    |                    |                    |
|  |                                                       |                          |                          |                    |                       |                       |                       |               |                    |                   |                   |                   |  |  |                    |                    |                    |
|  | 2                                                     | Canadiens de Montréal    | 1                        | Eastern Conference | Eastern Conference    | Eastern Conference    |                       |               |                    |                   |                   |                   |  |  |                    |                    |                    |
|  | 2                                                     | Canadiens de Montréal    | 1                        | Eastern Conference | Eastern Conference    | Eastern Conference    |                       |               |                    |                   |                   |                   |  |  |                    |                    |                    |
|  | 7                                                     | Ottawa Senators          | 4                        |                    |                       |                       |                       |               |                    |                   |                   |                   |  |  |                    |                    |                    |
|  | 7                                                     | Ottawa Senators          | 4                        | 1                  | Pittsburgh Penguins   | 0                     |                       |               |                    |                   |                   |                   |  |  |                    |                    |                    |
|  |                                                       |                          |                          | 1                  | Pittsburgh Penguins   | 0                     |                       |               |                    |                   |                   |                   |  |  |                    |                    |                    |
|  |                                                       | 4                        | Boston Bruins            | 4                  |                       |                       |                       |               |                    |                   |                   |                   |  |  |                    |                    |                    |
|  | 3                                                     | 4                        | Boston Bruins            | 4                  | Washington Capitals   | 3                     |                       |               |                    |                   |                   |                   |  |  |                    |                    |                    |
|  | 3                                                     |                          |                          |                    | Washington Capitals   | 3                     |                       |               |                    |                   |                   |                   |  |  |                    |                    |                    |
|  | 6                                                     | New York Rangers         | 4                        |                    |                       |                       |                       |               |                    |                   |                   |                   |  |  |                    |                    |                    |
|  | 6                                                     | New York Rangers         | 4                        |                    |                       |                       |                       |               |                    |                   |                   |                   |  |  |                    |                    |                    |
|  |                                                       |                          |                          |                    |                       |                       |                       |               |                    |                   |                   |                   |  |  |                    |                    |                    |
|  | 4                                                     | Boston Bruins            | 4                        | 4                  | Boston Bruins         | 4                     |                       |               |                    |                   |                   |                   |  |  |                    |                    |                    |
|  | 4                                                     | Boston Bruins            | 4                        | 4                  | Boston Bruins         | 4                     |                       |               |                    |                   |                   |                   |  |  |                    |                    |                    |
|  | 5                                                     | Toronto Maple Leafs      | 3                        | 6                  | New York Rangers      | 1                     |                       |               |                    |                   |                   |                   |  |  |                    |                    |                    |
|  | 5                                                     | Toronto Maple Leafs      | 3                        | 6                  | New York Rangers      | 1                     | E4                    | Boston Bruins | 2                  |                   |                   |                   |  |  |                    |                    |                    |
|  | (Die Teams werden nach der ersten Runde neu gesetzt.) |                          |                          |                    |                       |                       | E4                    | Boston Bruins | 2                  |                   |                   |                   |  |  |                    |                    |                    |
|  |                                                       | W1                       | Chicago Blackhawks       | 4                  |                       |                       |                       |               |                    |                   |                   |                   |  |  |                    |                    |                    |
|  | 1                                                     | W1                       | Chicago Blackhawks       | 4                  | Chicago Blackhawks    | 4                     |                       | 1             | Chicago Blackhawks | 4                 |                   |                   |  |  |                    |                    |                    |
|  | 1                                                     |                          |                          |                    | Chicago Blackhawks    | 4                     |                       | 1             | Chicago Blackhawks | 4                 |                   |                   |  |  |                    |                    |                    |
|  | 8                                                     | Minnesota Wild           | 1                        | 7                  | Detroit Red Wings     | 3                     |                       |               |                    |                   |                   |                   |  |  |                    |                    |                    |
|  | 8                                                     | Minnesota Wild           | 1                        | 7                  | Detroit Red Wings     | 3                     |                       |               |                    |                   |                   |                   |  |  |                    |                    |                    |
|  |                                                       |                          |                          |                    |                       |                       |                       |               |                    |                   |                   |                   |  |  |                    |                    |                    |
|  | 2                                                     | Anaheim Ducks            | 3                        |                    |                       |                       |                       |               |                    |                   |                   |                   |  |  |                    |                    |                    |
|  | 2                                                     | Anaheim Ducks            | 3                        |                    |                       |                       |                       |               |                    |                   |                   |                   |  |  |                    |                    |                    |
|  | 7                                                     | Detroit Red Wings        | 4                        |                    |                       |                       |                       |               |                    |                   |                   |                   |  |  |                    |                    |                    |
|  | 7                                                     | Detroit Red Wings        | 4                        | 1                  | Chicago Blackhawks    | 4                     |                       |               |                    |                   |                   |                   |  |  |                    |                    |                    |
|  |                                                       |                          |                          | 1                  | Chicago Blackhawks    | 4                     |                       |               |                    |                   |                   |                   |  |  |                    |                    |                    |
|  |                                                       | 5                        | Los Angeles Kings        | 1                  |                       |                       |                       |               |                    |                   |                   |                   |  |  |                    |                    |                    |
|  | 3                                                     | 5                        | Los Angeles Kings        | 1                  | Vancouver Canucks     | 0                     |                       |               |                    |                   |                   |                   |  |  |                    |                    |                    |
|  | 3                                                     |                          |                          |                    | Vancouver Canucks     | 0                     |                       |               |                    |                   |                   |                   |  |  |                    |                    |                    |
|  | 6                                                     | San Jose Sharks          | 4                        | Western Conference | Western Conference    | Western Conference    |                       |               |                    |                   |                   |                   |  |  |                    |                    |                    |
|  | 6                                                     | San Jose Sharks          | 4                        | Western Conference | Western Conference    | Western Conference    |                       |               |                    |                   |                   |                   |  |  |                    |                    |                    |
|  |                                                       |                          |                          |                    |                       |                       |                       |               |                    |                   |                   |                   |  |  |                    |                    |                    |
|  | 4                                                     | St. Louis Blues          | 2                        | 5                  | Los Angeles Kings     | 4                     |                       |               |                    |                   |                   |                   |  |  |                    |                    |                    |
|  | 5                                                     | Los Angeles Kings        | 4                        | 6                  | San Jose Sharks       | 3                     |                       |               |                    |                   |                   |                   |  |  |                    |                    |                    |

## Conference-Viertelfinale

### Eastern Conference

#### (1) Pittsburgh Penguins – (8) New York Islanders
| 1. Mai 2013 19:30 Uhr (Ortszeit) | Pittsburgh Penguins Beau Bennett (3:30) Pascal Dupuis (13:23) Kris Letang (21:19) Pascal Dupuis (21:51) Tanner Glass (33:07) | 5:0 (2:0, 3:0, 0:0) Spielbericht Stand: 1:0 | New York Islanders | Consol Energy Center, Pittsburgh Zuschauer: 18.612 |

| 3. Mai 2013 19:00 Uhr | Pittsburgh Penguins Jewgeni Malkin (0:43) Sidney Crosby (3:19) Sidney Crosby (7:22) | 3:4 (3:1, 0:2, 0:1) Spielbericht Stand: 1:1 | New York Islanders Matt Moulson (7:04) Colin McDonald (25:12) Matt Martin (30:37) Kyle Okposo (52:23) | Consol Energy Center, Pittsburgh Zuschauer: 18.624 |

| 5. Mai 2013 12:00 Uhr | New York Islanders Matt Moulson (1:43) Casey Cizikas (5:41) Kyle Okposo (45:31) John Tavares (50:48) | 4:5 n. V. (2:3, 0:1, 2:0, 0:1) Spielbericht Stand: 1:2 | Pittsburgh Penguins Jarome Iginla (13:18) Chris Kunitz (13:37) Pascal Dupuis (19:00) Douglas Murray (37:10) Chris Kunitz (68:44) | Nassau Veterans Memorial Coliseum, Uniondale Zuschauer: 16.170 |

| 7. Mai 2013 19:00 Uhr | New York Islanders Brian Strait (14:05) Mark Streit (26:19) Kyle Okposo (38:36) Mark Streit (44:30) John Tavares (50:11) Casey Cizikas (58:44) | 6:4 (1:1, 2:2, 3:1) Spielbericht Stand: 2:2 | Pittsburgh Penguins James Neal (14:50) Jewgeni Malkin (27:17) Brandon Sutter (31:03) Pascal Dupuis (40:41) | Nassau Veterans Memorial Coliseum, Uniondale Zuschauer: 16.170 |

| 9. Mai 2013 19:00 Uhr | Pittsburgh Penguins Tyler Kennedy (27:25) Douglas Murray (28:47) Sidney Crosby (34:00) Kris Letang (45:43) | 4:0 (0:0, 3:0, 1:0) Spielbericht Stand: 3:2 | New York Islanders | Consol Energy Center, Pittsburgh Zuschauer: 18.636 |

| 11. Mai 2013 19:00 Uhr | New York Islanders John Tavares (5:36) Colin McDonald (19:23) Michael Grabner (42:21) | 3:4 n. V. (2:1, 0:1, 1:1, 0:1) Spielbericht Stand: 2:4 | Pittsburgh Penguins Jarome Iginla (7:39) Pascal Dupuis (30:59) Paul Martin (54:44) Brooks Orpik (67:49) | Nassau Veterans Memorial Coliseum, Uniondale Zuschauer: 16.170 |

#### (2) Montréal Canadiens – (7) Ottawa Senators
| 2. Mai 2013 19:00 Uhr (Ortszeit) | Montréal Canadiens René Bourque (33:09) Brendan Gallagher (34:08) | 2:4 (0:1, 2:0, 0:3) Spielbericht Stand: 0:1 | Ottawa Senators Erik Karlsson (17:25) Jakob Silfverberg (43:27) Marc Methot (45:20) Guillaume Latendresse (53:55) | Centre Bell, Montreal, Québec Zuschauer: 21.273 |

| 3. Mai 2013 19:00 Uhr | Montréal Canadiens Ryan White (23:20) Brendan Gallagher (24:13) Michael Ryder (38:57) | 3:1 (0:0, 3:1, 0:0) Spielbericht Stand: 1:1 | Ottawa Senators Milan Michálek (28:16) | Centre Bell, Montreal, Québec Zuschauer: 21.273 |

| 5. Mai 2013 19:00 Uhr | Ottawa Senators Daniel Alfredsson (5:58) Jean-Gabriel Pageau (24:40) Jean-Gabriel Pageau (41:18) Kyle Turris (47:00) Jakob Silfverberg (47:08) Jean-Gabriel Pageau (58:02) | 6:1 (1:1, 1:0, 4:0) Spielbericht Stand: 2:1 | Montréal Canadiens René Bourque (14:34) | Scotiabank Place, Ottawa, Ontario Zuschauer: 20.249 |

| 7. Mai 2013 19:00 Uhr | Ottawa Senators Mika Zibanejad (51:55) Cory Conacher (59:37) Kyle Turris (62:32) | 3:2 n. V. (0:0, 0:2, 2:0, 1:0) Spielbericht Stand: 3:1 | Montréal Canadiens P. K. Subban (22:52) Alex Galchenyuk (23:54) | Scotiabank Place, Ottawa, Ontario Zuschauer: 20.500 |

| 9. Mai 2013 19:00 Uhr | Montréal Canadiens P. K. Subban (19:45) | 1:6 (1:2, 0:1, 0:3) Spielbericht Stand: 1:4 | Ottawa Senators Zack Smith (2:17) Cory Conacher (12:26) Kyle Turris (31:29) Daniel Alfredsson (46:22) Cory Conacher (52:27) Erik Condra (56:12) | Centre Bell, Montreal, Québec Zuschauer: 21.273 |

#### (3) Washington Capitals – (6) New York Rangers
| 2. Mai 2013 19:30 Uhr (Ortszeit) | Washington Capitals Alexander Owetschkin (26:59) Marcus Johansson (34:21) Jason Chimera (35:07) | 3:1 (0:1, 3:0, 0:0) Spielbericht Stand: 1:0 | New York Rangers Carl Hagelin (16:44) | Verizon Center, Washington, D.C. Zuschauer: 18.506 |

| 4. Mai 2013 12:30 Uhr | Washington Capitals Mike Green (68:00) | 1:0 n. V. (0:0, 0:0, 0:0, 1:0) Spielbericht Stand: 2:0 | New York Rangers | Verizon Center, Washington, D.C. Zuschauer: 18.506 |

| 6. Mai 2013 19:30 Uhr | New York Rangers Brian Boyle (12:50) Derick Brassard (21:23) Arron Asham (42:53) Derek Stepan (53:35) | 4:3 (1:1, 1:1, 2:1) Spielbericht Stand: 1:2 | Washington Capitals Nicklas Bäckström (4:06) Mike Green (37:19) Jay Beagle (47:19) | Madison Square Garden, New York City, New York Zuschauer: 17.200 |

| 8. Mai 2013 19:30 Uhr | New York Rangers Brad Richards (16:25) Carl Hagelin (30:13) Daniel Girardi (40:59) Derek Stepan (46:02) | 4:3 (1:0, 1:2, 2:1) Spielbericht Stand: 2:2 | Washington Capitals Mathieu Perreault (33:08) Troy Brouwer (39:42) Mathieu Perreault (47:31) | Madison Square Garden, New York City, New York Zuschauer: 17.200 |

| 10. Mai 2013 19:30 Uhr | Washington Capitals Joel Ward (27:44) Mike Ribeiro (69:24) | 2:1 n. V. (0:1, 1:0, 0:0, 1:0) Spielbericht Stand: 3:2 | New York Rangers Brian Boyle (0:53) | Verizon Center, Washington, D.C. Zuschauer: 18.506 |

| 12. Mai 2013 16:30 Uhr | New York Rangers Derick Brassard (29:39) | 1:0 (0:0, 1:0, 0:0) Spielbericht Stand: 3:3 | Washington Capitals | Madison Square Garden, New York City, New York Zuschauer: 17.200 |

| 13. Mai 2013 20:00 Uhr | Washington Capitals | 0:5 (0:1, 0:2, 0:2) Spielbericht Stand: 3:4 | New York Rangers Arron Asham (13:19) Taylor Pyatt (23:24) Michael Del Zotto (25:34) Ryan Callahan (40:13) Mats Zuccarello (46:39) | Verizon Center, Washington, D.C. Zuschauer: 18.506 |

#### (4) Boston Bruins – (5) Toronto Maple Leafs
| 1. Mai 2013 19:00 Uhr (Ortszeit) | Boston Bruins Wade Redden (16:20) Nathan Horton (19:48) David Krejčí (30:25) Johnny Boychuk (35:44) | 4:1 (2:1, 2:0, 0:0) Spielbericht Stand: 1:0 | Toronto Maple Leafs James van Riemsdyk (1:54) | TD Garden, Boston, Massachusetts Zuschauer: 17.565 |

| 4. Mai 2013 19:00 Uhr | Boston Bruins Nathan Horton (21:56) Johnny Boychuk (50:35) | 2:4 (0:0, 1:3, 1:1) Spielbericht Stand: 1:1 | Toronto Maple Leafs Joffrey Lupul (25:18) Joffrey Lupul (31:56) Phil Kessel (40:53) James van Riemsdyk (56:53) | TD Garden, Boston, Massachusetts Zuschauer: 17.565 |

| 6. Mai 2013 19:00 Uhr | Toronto Maple Leafs Jake Gardiner (33:45) Phil Kessel (40:47) | 2:5 (0:1, 1:3, 1:1) Spielbericht Stand: 1:2 | Boston Bruins Adam McQuaid (13:42) Rich Peverley (25:57) Nathan Horton (34:35) Daniel Paille (36:37) David Krejčí (48:43) | Air Canada Centre, Toronto, Ontario Zuschauer: 19.746 |

| 8. Mai 2013 19:00 Uhr | Toronto Maple Leafs Joffrey Lupul (2:35) Cody Franson (18:32) Clarke MacArthur (37:23) | 3:4 n. V. (2:0, 1:3, 0:0, 0:1) Spielbericht Stand: 1:3 | Boston Bruins Patrice Bergeron (20:32) David Krejčí (32:59) David Krejčí (36:39) David Krejčí (73:06) | Air Canada Centre, Toronto, Ontario Zuschauer: 19.708 |

| 10. Mai 2013 19:00 Uhr | Boston Bruins Zdeno Chára (51:12) | 1:2 (0:0, 0:1, 1:1) Spielbericht Stand: 3:2 | Toronto Maple Leafs Tyler Bozak (31:27) Clarke MacArthur (41:48) | TD Garden, Boston, Massachusetts Zuschauer: 17.565 |

| 12. Mai 2013 19:30 Uhr | Toronto Maple Leafs Dion Phaneuf (41:48) Phil Kessel (48:59) | 2:1 (0:0, 0:0, 2:1) Spielbericht Stand: 3:3 | Boston Bruins Milan Lucic (59:34) | Air Canada Centre, Toronto, Ontario Zuschauer: 19.591 |

| 13. Mai 2013 19:00 Uhr | Boston Bruins Matt Bartkowski (5:39) Nathan Horton (49:18) Milan Lucic (58:38) Patrice Bergeron (59:09) Patrice Bergeron (66:05) | 5:4 n. V. (1:1, 0:1, 3:2, 1:0) Spielbericht Stand: 4:3 | Toronto Maple Leafs Cody Franson (9:39) Cody Franson (25:48) Phil Kessel (42:09) Nazem Kadri (45:23) | TD Garden, Boston, Massachusetts Zuschauer: 17.565 |

### Western Conference

#### (1) Chicago Blackhawks – (8) Minnesota Wild
| 30. April 2013 19:00 Uhr (Ortszeit) | Chicago Blackhawks Marián Hossa (22:06) Bryan Bickell (76:35) | 2:1 n. V. (0:1, 0:0, 1:0, 1:0) Spielbericht Stand: 1:0 | Minnesota Wild Cal Clutterbuck (4:48) | United Center, Chicago, Illinois Zuschauer: 21.428 |

| 3. Mai 2013 20:30 Uhr | Chicago Blackhawks Michael Frolík (8:34) Michael Frolik (20:49) Patrick Sharp (43:44) Patrick Sharp (54:08) Bryan Bickell (59:49) | 5:2 (1:0, 1:1, 3:1) Spielbericht Stand: 2:0 | Minnesota Wild Devin Setoguchi (37:57) Marco Scandella (56:29) | United Center, Chicago, Illinois Zuschauer: 22.012 |

| 5. Mai 2013 14:00 Uhr | Minnesota Wild Pierre-Marc Bouchard (18:30) Zach Parise (43:09) Jason Zucker (62:15) | 3:2 n. n.V. (1:1, 0:0, 1:1, 1:0) Spielbericht Stand: 1:2 | Chicago Blackhawks Johnny Oduya (13:26) Duncan Keith (57:14) | Xcel Energy Center, Saint Paul, Minnesota Zuschauer: 19.238 |

| 7. Mai 2013 20:30 Uhr | Minnesota Wild | 0:3 (0:1, 0:1, 0:1) Spielbericht Stand: 1:3 | Chicago Blackhawks Patrick Sharp (8:48) Patrick Sharp (21:02) Bryan Bickell (32:46) | Xcel Energy Center, Saint Paul, Minnesota Zuschauer: 19.378 |

| 9. Mai 2013 20:30 Uhr | Chicago Blackhawks Marián Hossa (15:39) Marcus Krüger (23:19) Marián Hossa (26:26) Andrew Shaw (30:46) Patrick Sharp (46:04) | 5:1 (1:0, 3:1, 1:0) Spielbericht Stand: 4:1 | Minnesota Wild Torrey Mitchell (30:11) | United Center, Chicago, Illinois Zuschauer: 21.597 |

#### (2) Anaheim Ducks – (7) Detroit Red Wings
| 30. April 2013 19:30 Uhr (Ortszeit) | Anaheim Ducks Nick Bonino (10:24) Teemu Selänne (41:29) François Beauchemin (59:37) | 3:1 (1:1, 0:0, 2:0) Spielbericht Stand: 1:0 | Detroit Red Wings Daniel Cleary (16:05) | Honda Center, Anaheim, Kalifornien Zuschauer: 17.200 |

| 2. Mai 2013 19:00 Uhr | Anaheim Ducks Saku Koivu (30:53) Ryan Getzlaf (47:50) Kyle Palmieri (52:31) Bobby Ryan (57:38) | 4:5 n. V. (0:2, 1:1, 3:1, 0:1) Spielbericht Stand: 1:1 | Detroit Red Wings Justin Abdelkader (0:48) Damien Brunner (4:20) Johan Franzén (21:04) Johan Franzén (40:20) Gustav Nyquist (61:21) | Honda Center, Anaheim, Kalifornien Zuschauer: 17.182 |

| 4. Mai 2013 19:30 Uhr | Detroit Red Wings | 0:4 (0:0, 0:1, 0:3) Spielbericht Stand: 1:2 | Anaheim Ducks Nick Bonino (35:29) Ryan Getzlaf (46:33) Emerson Etem (48:04) Matt Beleskey (53:34) | Joe Louis Arena, Detroit, Michigan Zuschauer: 20.066 |

| 6. Mai 2013 20:00 Uhr | Detroit Red Wings Brendan Smith (41:18) Pawel Dazjuk (53:27) Damien Brunner (75:10) | 3:2 n. V. (0:1, 0:0, 2:1, 1:0) Spielbericht Stand: 2:2 | Anaheim Ducks Matt Beleskey (5:07) Dave Steckel (50:40) | Joe Louis Arena, Detroit, Michigan Zuschauer: 20.066 |

| 8. Mai 2013 19:00 Uhr | Anaheim Ducks Kyle Palmieri (17:41) Ryan Getzlaf (39:28) Nick Bonino (61:54) | 3:2 n. V. (1:1, 1:1, 0:0, 1:0) Spielbericht Stand: 3:2 | Detroit Red Wings Johan Franzén (5:28) Mikael Samuelsson (30:08) | Honda Center, Anaheim, Kalifornien Zuschauer: 17.395 |

| 10. Mai 2013 20:00 Uhr | Detroit Red Wings Pawel Dazjuk (18:48) Henrik Zetterberg (46:19) Justin Abdelkader (51:30) Henrik Zetterberg (61:04) | 4:3 n. V. (1:0, 0:1, 2:2, 1:0) Spielbericht Stand: 3:3 | Anaheim Ducks Kyle Palmieri (31:31) Emerson Etem (56:32) Bobby Ryan (57:23) | Joe Louis Arena, Detroit, Michigan Zuschauer: 20.066 |

| 12. Mai 2013 19:00 Uhr | Anaheim Ducks Emerson Etem (13:48) François Beauchemin (56:43) | 2:3 (1:2, 0:1, 1:0) Spielbericht Stand: 3:4 | Detroit Red Wings Henrik Zetterberg (1:49) Justin Abdelkader (16:37) Valtteri Filppula (33:45) | Honda Center, Anaheim, Kalifornien Zuschauer: 17.412 |

#### (3) Vancouver Canucks – (6) San Jose Sharks
| 1. Mai 2013 19:30 Uhr (Ortszeit) | Vancouver Canucks Kevin Bieksa (32:26) | 1:3 (0:0, 1:1, 0:2) Spielbericht Stand: 0:1 | San Jose Sharks Logan Couture (36:35) Dan Boyle (49:17) Patrick Marleau (54:37) | Rogers Arena, Vancouver, British Columbia Zuschauer: 18.910 |

| 3. Mai 2013 19:00 Uhr | Vancouver Canucks Ryan Kesler (40:59) Ryan Kesler (47:06) | 2:3 n. V. (0:1, 0:0, 2:1, 0:1) Spielbericht Stand: 0:2 | San Jose Sharks Joe Thornton (13:22) Patrick Marleau (59:04) Raffi Torres (65:31) | Rogers Arena, Vancouver, British Columbia Zuschauer: 18.910 |

| 5. Mai 2013 19:00 Uhr | San Jose Sharks Joe Pavelski (14:08) Joe Pavelski (37:20) Logan Couture (41:40) Patrick Marleau (41:49) Logan Couture (44:07) | 5:2 (1:0, 1:1, 3:1) Spielbericht Stand: 3:0 | Vancouver Canucks Alexandre Burrows (31:07) Dan Hamhuis (33:12) | HP Pavilion, San José, Kalifornien Zuschauer: 17.562 |

| 7. Mai 2013 19:00 Uhr | San Jose Sharks Brent Burns (2:41) Joe Pavelski (14:52) Joe Pavelski (45:33) Patrick Marleau (73:18) | 4:3 n. V. (2:1, 0:0, 1:2, 1:0) Spielbericht Stand: 4:0 | Vancouver Canucks Mason Raymond (7:54) Alexandre Burrows (49:12) Alexander Edler (51:02) | HP Pavilion, San José, Kalifornien Zuschauer: 17.562 |

#### (4) St. Louis Blues – (5) Los Angeles Kings
| 30. April 2013 19:00 Uhr (Ortszeit) | St. Louis Blues Alexander Steen (9:05) Alexander Steen (73:26) | 2:1 n. V. (1:0, 0:0, 0:1, 1:0) Spielbericht Stand: 1:0 | Los Angeles Kings Justin Williams (59:28) | Scottrade Center, St. Louis, Missouri Zuschauer: 17.612 |

| 2. Mai 2013 20:30 Uhr | St. Louis Blues Patrik Berglund (43:44) Barret Jackman (59:09) | 2:1 (0:1, 0:0, 2:0) Spielbericht Stand: 2:0 | Los Angeles Kings Dustin Brown (9:55) | Scottrade Center, St. Louis, Missouri Zuschauer: 18.681 |

| 4. Mai 2013 19:00 Uhr | Los Angeles Kings Wjatscheslaw Woinow (24:56) | 1:0 (0:0, 1:0, 0:0) Spielbericht Stand: 1:2 | St. Louis Blues | Staples Center, Los Angeles, Kalifornien Zuschauer: 18.118 |

| 6. Mai 2013 19:00 Uhr | Los Angeles Kings Jeff Carter (9:33) Dustin Penner (14:30) Anže Kopitar (47:14) Justin Williams (48:30) | 4:3 (2:2, 0:1, 2:0) Spielbericht Stand: 2:2 | St. Louis Blues David Backes (1:12) T. J. Oshie (4:32) T. J. Oshie (25:46) | Staples Center, Los Angeles, Kalifornien Zuschauer: 18.334 |

| 8. Mai 2013 20:00 Uhr | St. Louis Blues Alexander Steen (26:46) Alex Pietrangelo (59:15) | 2:3 n. V. (0:0, 1:1, 1:1, 0:1) Spielbericht Stand: 2:3 | Los Angeles Kings Jeff Carter (20:14) Jeff Carter (40:54) Wjatscheslaw Woinow (68:00) | Scottrade Center, St. Louis, Missouri Zuschauer: 18.269 |

| 10. Mai 2013 19:00 Uhr | Los Angeles Kings Drew Doughty (12:37) Dustin Penner (39:59) | 2:1 (1:0, 1:1, 0:0) Spielbericht Stand: 4:2 | St. Louis Blues Chris Porter (24:39) | Staples Center, Los Angeles, Kalifornien Zuschauer: 18.346 |

## Conference-Halbfinale

### Eastern Conference

#### (1) Pittsburgh Penguins – (7) Ottawa Senators
| 14. Mai 2013 19:30 Uhr (Ortszeit) | Pittsburgh Penguins Paul Martin (2:41) Jewgeni Malkin (12:15) Chris Kunitz (38:33) Pascal Dupuis (51:24) | 4:1 (2:1, 1:0, 1:0) Spielbericht Stand: 1:0 | Ottawa Senators Colin Greening (4:51) | Consol Energy Center, Pittsburgh, Pennsylvania Zuschauer: 18.621 |

| 17. Mai 2013 19:30 Uhr | Pittsburgh Penguins Sidney Crosby (3:16) Sidney Crosby (16:07) Sidney Crosby (21:15) Brenden Morrow (28:04) | 4:3 (2:1, 2:1, 0:1) Spielbericht Stand: 2:0 | Ottawa Senators Kyle Turris (13:15) Colin Greening (21:55) Jean-Gabriel Pageau (42:01) | Consol Energy Center, Pittsburgh, Pennsylvania Zuschauer: 18.645 |

| 19. Mai 2013 19:30 Uhr | Ottawa Senators Daniel Alfredsson (59:31) Colin Greening (87:39) | 2:1 n. V. (0:0, 0:1, 1:0, 0:0, 1:0) Spielbericht Stand: 1:2 | Pittsburgh Penguins Tyler Kennedy (38:53) | Scotiabank Place, Ottawa, Ontario Zuschauer: 20.500 |

| 22. Mai 2013 19:30 Uhr | Ottawa Senators Milan Michálek (2:29) Kyle Turris (16:15) Daniel Alfredsson (54:44) | 3:7 (2:1, 0:2, 1:4) Spielbericht Stand: 1:3 | Pittsburgh Penguins James Neal (14:56) Chris Kunitz (21:08) Jarome Iginla (21:48) James Neal (41:59) Pascal Dupuis (48:08) Sidney Crosby (48:38) Jarome Iginla (49:53) | Scotiabank Place, Ottawa, Ontario Zuschauer: 20.500 |

| 24. Mai 2013 19:30 Uhr | Pittsburgh Penguins Brenden Morrow (6:25) James Neal (27:38) Kris Letang (32:48) Jewgeni Malkin (39:30) James Neal (51:07) James Neal (57:21) | 6:2 (1:0, 3:1, 2:1) Spielbericht Stand: 4:1 | Ottawa Senators Milan Michálek (36:18) Kyle Turris (53:32) | Consol Energy Center, Pittsburgh, Pennsylvania Zuschauer: 18.656 |

#### (4) Boston Bruins – (6) New York Rangers
| 16. Mai 2013 19:30 Uhr (Ortszeit) | Boston Bruins Zdeno Chára (32:23) Torey Krug (42:55) Brad Marchand (55:40) | 3:2 n. V. (0:0, 1:1, 1:1, 1:0) Spielbericht Stand: 1:0 | New York Rangers Ryan McDonagh (39:58) Derek Stepan (40:14) | TD Garden, Boston, Massachusetts Zuschauer: 17.565 |

| 19. Mai 2013 15:00 Uhr | Boston Bruins Torey Krug (5:28) Gregory Campbell (22:24) Johnny Boychuk (32:08) Brad Marchand (40:26) Milan Lucic (52:39) | 5:2 (1:1, 2:1, 2:0) Spielbericht Stand: 2:0 | New York Rangers Ryan Callahan (8:21) Rick Nash (23:20) | TD Garden, Boston, Massachusetts Zuschauer: 17.565 |

| 21. Mai 2013 19:30 Uhr | New York Rangers Johnny Boychuk (43:10) | 1:2 (0:0, 1:0, 0:2) Spielbericht Stand: 0:3 | Boston Bruins Taylor Pyatt (23:53) Daniel Paille (56:29) | Madison Square Garden, New York City, New York Zuschauer: 17.200 |

| 23. Mai 2013 19:00 Uhr | New York Rangers Carl Hagelin (28:39) Derek Stepan (41:15) Brian Boyle (50:00) Chris Kreider (67:03) | 4:3 n. V. (0:0, 1:2, 2:1, 1:0) Spielbericht Stand: 1:3 | Boston Bruins Nathan Horton (24:39) Torey Krug (27:41) Tyler Seguin (48:06) | Madison Square Garden, New York City, New York Zuschauer: 17.200 |

| 25. Mai 2013 17:30 Uhr | Boston Bruins Torey Krug (23:48) Gregory Campbell (33:41) Gregory Campbell (49:09) | 3:1 (0:1, 2:0, 1:0) Spielbericht Stand: 4:1 | New York Rangers Daniel Girardi (10:39) | TD Garden, Boston, Massachusetts Zuschauer: 17.565 |

### Western Conference

#### (1) Chicago Blackhawks – (7) Detroit Red Wings
| 15. Mai 2013 19:00 Uhr (Ortszeit) | Chicago Blackhawks Marián Hossa (9:03) Johnny Oduya (48:02) Marcus Krüger (51:23) Patrick Sharp (59:11) | 4:1 (1:1, 0:0, 3:0) Spielbericht Stand: 1:0 | Detroit Red Wings Damien Brunner (10:57) | United Center, Chicago, Illinois Zuschauer: 21.494 |

| 18. Mai 2013 12:00 Uhr | Chicago Blackhawks Patrick Kane (14:05) | 1:4 (1:0, 0:2, 0:2) Spielbericht Stand: 1:1 | Detroit Red Wings Damien Brunner (22:40) Brendan Smith (36:08) Johan Franzén (47:19) Valtteri Filppula (52:03) | United Center, Chicago, Illinois Zuschauer: 21.822 |

| 20. Mai 2013 19:30 Uhr | Detroit Red Wings Gustav Nyquist (27:49) Drew Miller (28:20) Pawel Dazjuk (46:46) | 3:1 (0:0, 2:0, 1:1) Spielbericht Stand: 2:1 | Chicago Blackhawks Patrick Kane (44:35) | Joe Louis Arena, Detroit, Michigan Zuschauer: 20.066 |

| 23. Mai 2013 20:00 Uhr | Detroit Red Wings Jakub Kindl (30:03) Daniel Cleary (49:21) | 2:0 (0:0, 1:0, 1:0) Spielbericht Stand: 3:1 | Chicago Blackhawks | Joe Louis Arena, Detroit, Michigan Zuschauer: 20.066 |

| 25. Mai 2013 19:00 Uhr | Chicago Blackhawks Bryan Bickell (14:08) Andrew Shaw (33:08) Jonathan Toews (35:47) Andrew Shaw (46:58) | 4:1 (1:0, 2:1, 1:0) Spielbericht Stand: 2:3 | Detroit Red Wings Daniel Cleary (29:37) | United Center, Chicago, Illinois Zuschauer: 22.015 |

| 27. Mai 2013 20:00 Uhr | Detroit Red Wings Patrick Eaves (18:51) Joakim Andersson (30:11) Damien Brunner (59:08) | 3:4 (1:1, 1:0, 1:3) Spielbericht Stand: 3:3 | Chicago Blackhawks Marián Hossa (3:53) Michal Handzuš (40:51) Bryan Bickell (45:48) Michael Frolík (49:43) | Joe Louis Arena, Detroit, Michigan Zuschauer: 20.066 |

| 29. Mai 2013 19:00 Uhr | Chicago Blackhawks Patrick Sharp (21:08) Brent Seabrook (63:35) | 2:1 n. V. (0:0, 1:0, 0:1, 1:0) Spielbericht Stand: 4:3 | Detroit Red Wings Henrik Zetterberg (40:26) | United Center, Chicago, Illinois Zuschauer: 22.103 |

#### (5) Los Angeles Kings – (6) San Jose Sharks
| 14. Mai 2013 19:00 Uhr (Ortszeit) | Los Angeles Kings Wjatscheslaw Woinow (19:47) Mike Richards (32:30) | 2:0 (1:0, 1:0, 0:0) Spielbericht Stand: 1:0 | San Jose Sharks | Staples Center, Los Angeles, Kalifornien Zuschauer: 18.118 |

| 16. Mai 2013 19:00 Uhr | Los Angeles Kings Jeff Carter (3:06) Drew Doughty (24:10) Dustin Brown (58:17) Trevor Lewis (58:39) | 4:3 (1:0, 1:2, 2:1) Spielbericht Stand: 2:0 | San Jose Sharks Patrick Marleau (29:47) Brad Stuart (34:21) Marc-Édouard Vlasic (48:56) | Staples Center, Los Angeles, Kalifornien Zuschauer: 18.527 |

| 18. Mai 2013 18:00 Uhr | San Jose Sharks Dan Boyle (1:34) Logan Couture (61:29) | 2:1 n. V. (1:1, 0:0, 0:0, 1:0) Spielbericht Stand: 1:2 | Los Angeles Kings Tyler Toffoli (10:08) | HP Pavilion, San José, Kalifornien Zuschauer: 17.562 |

| 21. Mai 2013 19:00 Uhr | San Jose Sharks Brent Burns (6:09) Logan Couture (23:55) | 2:1 (1:0, 1:0, 0:1) Spielbericht Stand: 2:2 | Los Angeles Kings Mike Richards (49:46) | HP Pavilion, San José, Kalifornien Zuschauer: 17.562 |

| 23. Mai 2013 19:30 Uhr | Los Angeles Kings Anže Kopitar (38:08) Wjatscheslaw Woinow (40:53) Jeff Carter (59:28) | 3:0 (0:0, 1:0, 2:0) Spielbericht Stand: 3:2 | San Jose Sharks | Staples Center, Los Angeles, Kalifornien Zuschauer: 18.584 |

| 26. Mai 2013 17:00 Uhr | San Jose Sharks Joe Thornton (6:09) T. J. Galiardi (24:10) | 2:1 (1:0, 1:1, 0:0) Spielbericht Stand: 3:3 | Los Angeles Kings Dustin Brown (33:53) | HP Pavilion, San José, Kalifornien Zuschauer: 17.562 |

| 28. Mai 2013 18:00 Uhr | Los Angeles Kings Justin Williams (24:11) Justin Williams (27:08) | 2:1 (0:0, 2:0, 0:1) Spielbericht Stand: 4:3 | San Jose Sharks Dan Boyle (45:26) | Staples Center, Los Angeles, Kalifornien Zuschauer: 18.593 |

## Conference-Finale

### Eastern Conference

#### (1) Pittsburgh Penguins – (4) Boston Bruins
| 1. Juni 2013 20:00 Uhr (Ortszeit) | Pittsburgh Penguins | 0:3 (0:1, 0:0, 0:2) Spielbericht Stand: 0:1 | Boston Bruins David Krejčí (8:23) David Krejčí (44:04) Nathan Horton (47:51) | Consol Energy Center, Pittsburgh, Pennsylvania Zuschauer: 18.628 |

| 3. Juni 2013 20:00 Uhr | Pittsburgh Penguins Brandon Sutter (19:26) | 1:6 (1:4, 0:0, 0:2) Spielbericht Stand: 0:2 | Boston Bruins Brad Marchand (0:28) Nathan Horton (14:37) David Krejčí (16:31) Brad Marchand (19:51) Patrice Bergeron (40:27) Johnny Boychuk (58:36) | Consol Energy Center, Pittsburgh, Pennsylvania Zuschauer: 18.619 |

| 5. Juni 2013 20:00 Uhr | Boston Bruins David Krejčí (1:42) Patrice Bergeron (95:19) | 2:1 n. V. (1:0, 0:1, 0:0, 0:0, 1:0) Spielbericht Stand: 3:0 | Pittsburgh Penguins Chris Kunitz (28:51) | TD Garden, Boston, Massachusetts Zuschauer: 17.565 |

| 7. Juni 2013 20:00 Uhr | Boston Bruins Adam McQuaid (45:01) | 1:0 (0:0, 0:0, 1:0) Spielbericht Stand: 4:0 | Pittsburgh Penguins | TD Garden, Boston, Massachusetts Zuschauer: 17.565 |

### Western Conference

#### (1) Chicago Blackhawks – (5) Los Angeles Kings
| 1. Juni 2013 16:00 Uhr (Ortszeit) | Chicago Blackhawks Patrick Sharp (32:29) Marián Hossa (36:22) | 2:1 (0:1, 2:0, 0:0) Spielbericht Stand: 1:0 | Los Angeles Kings Justin Williams (14:23) | United Center, Chicago, Illinois Zuschauer: 21.535 |

| 2. Juni 2013 19:00 Uhr | Chicago Blackhawks Andrew Shaw (1:56) Brent Seabrook (19:09) Bryan Bickell (27:11) Michal Handzuš (29:20) | 4:2 (2:0, 2:1, 0:1) Spielbericht Stand: 2:0 | Los Angeles Kings Jeff Carter (38:57) Tyler Toffoli (58:58) | United Center, Chicago, Illinois Zuschauer: 21.824 |

| 4. Juni 2013 18:00 Uhr | Los Angeles Kings Justin Williams (3:21) Wjatscheslaw Woinow (26:37) Dwight King (59:32) | 3:1 (1:0, 1:1, 1:0) Spielbericht Stand: 1:2 | Chicago Blackhawks Bryan Bickell (39:26) | Staples Center, Los Angeles, Kalifornien Zuschauer: 18.477 |

| 6. Juni 2013 18:00 Uhr | Los Angeles Kings Wjatscheslaw Woinow (3:28) Dustin Penner (22:12) | 2:3 (1:1, 1:1, 0:1) Spielbericht Stand: 1:3 | Chicago Blackhawks Bryan Bickell (13:16) Patrick Kane (38:21) Marián Hossa (41:10) | Staples Center, Los Angeles, Kalifornien Zuschauer: 18.621 |

| 8. Juni 2013 19:00 Uhr | Chicago Blackhawks Duncan Keith (3:42) Patrick Kane (5:59) Patrick Kane (46:08) Patrick Kane (91:40) | 4:3 n. V. (2:0, 0:1, 1:2, 0:0, 1:0) Spielbericht Stand: 4:1 | Los Angeles Kings Dwight King (29:28) Anže Kopitar (43:34) Mike Richards (59:50) | United Center, Chicago, Illinois Zuschauer: 22.237 |

## Stanley-Cup-Finale

### (W1) Chicago Blackhawks – (E4) Boston Bruins
| 12. Juni 2013 19:00 Uhr (Ortszeit) | Chicago Blackhawks Brandon Saad (23:08) Dave Bolland (48:00) Johnny Oduya (52:14) Andrew Shaw (112:08) | 4:3 n. V. (0:1, 1:1, 2:1, 0:0, 0:0, 1:0) Spielbericht Stand: 1:0 | Boston Bruins Milan Lucic (13:11) Milan Lucic (20:51) Patrice Bergeron (46:09) | United Center, Chicago, Illinois Zuschauer: 22.110 |

| 15. Juni 2013 19:00 Uhr | Chicago Blackhawks Patrick Sharp (11:22) | 1:2 n. V. (1:0, 0:1, 0:0, 0:1) Spielbericht Stand: 1:1 | Boston Bruins Chris Kelly (34:58) Daniel Paille (73:48) | United Center, Chicago, Illinois Zuschauer: 22.154 |

| 17. Juni 2013 20:00 Uhr | Boston Bruins Daniel Paille (22:13) Patrice Bergeron (34:05) | 2:0 (0:0, 2:0, 0:0) Spielbericht Stand: 2:1 | Chicago Blackhawks | TD Garden, Boston, Massachusetts Zuschauer: 17.565 |

| 19. Juni 2013 20:00 Uhr | Boston Bruins Rich Peverley (14:43) Milan Lucic (34:43) Patrice Bergeron (37:22) Patrice Bergeron (42:05) Johnny Boychuk (52:14) | 5:6 n. V. (1:1, 3:2, 1:2, 0:1) Spielbericht Stand: 2:2 | Chicago Blackhawks Michal Handzuš (6:48) Jonathan Toews (26:33) Patrick Kane (28:41) Marcus Krüger (35:32) Patrick Sharp (51:19) Brent Seabrook (69:51) | TD Garden, Boston, Massachusetts Zuschauer: 17.565 |

| 22. Juni 2013 19:00 Uhr | Chicago Blackhawks Patrick Kane (17:27) Patrick Kane (25:13) Dave Bolland (59:46) | 3:1 (1:0, 1:0, 1:1) Spielbericht Stand: 3:2 | Boston Bruins Zdeno Chára (43:40) | United Center, Chicago, Illinois Zuschauer: 22.274 |

| 24. Juni 2013 20:00 Uhr | Boston Bruins Chris Kelly (7:19) Milan Lucic (52:11) | 2:3 (1:0, 0:1, 1:2) Spielbericht Stand: 2:4 | Chicago Blackhawks Jonathan Toews (24:24) Bryan Bickell (58:44) Dave Bolland (59:01) | TD Garden, Boston, Massachusetts Zuschauer: 17.565 |

### Stanley-Cup-Sieger
| Stanley-Cup-Sieger Chicago Blackhawks | Torhüter: Corey Crawford, Ray Emery Verteidiger: Sheldon Brookbank, Niklas Hjalmarsson, Duncan Keith, Nick Leddy, Johnny Oduya, Michal Rozsíval, Brent Seabrook Angreifer: Bryan Bickell, Dave Bolland, Brandon Bollig, Daniel Carcillo, Michael Frolík, Michal Handzuš, Marián Hossa, Patrick Kane, Marcus Krüger, Jamal Mayers, Brandon Saad, Patrick Sharp, Andrew Shaw, Ben Smith, Viktor Stålberg, Jonathan Toews (C) Cheftrainer: Joel Quenneville General Manager: Stan Bowman |

## Beste Scorer
Abkürzungen: GP = Spiele, G = Tore, A = Assists, Pts = Punkte, +/− = Plus/Minus, PIM = Strafminuten; Fett: Bestwert
| Spieler          | Team                | GP | G  | A  | Pts | +/− | PIM |
| ---------------- | ------------------- | -- | -- | -- | --- | --- | --- |
| David Krejčí     | Boston Bruins       | 22 | 9  | 17 | 26  | +13 | 14  |
| Patrick Kane     | Chicago Blackhawks  | 23 | 9  | 10 | 19  | +7  | 8   |
| Nathan Horton    | Boston Bruins       | 22 | 7  | 12 | 19  | +20 | 14  |
| Milan Lucic      | Boston Bruins       | 22 | 7  | 12 | 19  | +12 | 14  |
| Bryan Bickell    | Chicago Blackhawks  | 23 | 9  | 8  | 17  | +11 | 14  |
| Patrick Sharp    | Chicago Blackhawks  | 23 | 10 | 6  | 16  | +1  | 8   |
| Marián Hossa     | Chicago Blackhawks  | 22 | 7  | 9  | 16  | +8  | 2   |
| Jewgeni Malkin   | Pittsburgh Penguins | 15 | 4  | 12 | 16  | −2  | 26  |
| Kris Letang      | Pittsburgh Penguins | 15 | 3  | 13 | 16  | +2  | 8   |
| Patrice Bergeron | Boston Bruins       | 22 | 9  | 6  | 15  | +2  | 13  |
| Sidney Crosby    | Pittsburgh Penguins | 14 | 7  | 8  | 15  | −3  | 8   |
| Zdeno Chára      | Boston Bruins       | 22 | 3  | 12 | 15  | +7  | 20  |

## Beste Torhüter
Die kombinierte Tabelle zeigt die jeweils drei besten Torhüter in den Kategorien Gegentorschnitt und Fangquote sowie die jeweils Führenden in den Kategorien Shutouts und Siege.
Abkürzungen: GP = Spiele, TOI = Eiszeit (in Minuten), W = Siege, L = Niederlagen, OTL = Overtime/Shootout-Niederlagen, GA = Gegentore, SO = Shutouts, Sv% = gehaltene Schüsse (in %), GAA = Gegentorschnitt; Fett: Saisonbestwert; Sortiert nach Gegentorschnitt.
| Spieler          | Team               | GP | TOI  | W  | L | GA | SO | Sv%  | GAA  |
| ---------------- | ------------------ | -- | ---- | -- | - | -- | -- | ---- | ---- |
| Corey Crawford   | Chicago Blackhawks | 23 | 1504 | 16 | 7 | 46 | 1  | 93,2 | 1,84 |
| Jonathan Quick   | Los Angeles Kings  | 18 | 1099 | 9  | 9 | 34 | 3  | 93,4 | 1,86 |
| Antti Niemi      | San Jose Sharks    | 11 | 673  | 7  | 4 | 21 | 0  | 93,0 | 1,87 |
| Tuukka Rask      | Boston Bruins      | 22 | 1466 | 14 | 8 | 46 | 3  | 94,0 | 1,88 |
| Henrik Lundqvist | New York Rangers   | 12 | 756  | 5  | 7 | 27 | 2  | 93,4 | 2,14 |